# Cerro Huanaco (berg i Bolivia)
Cerro Huanaco är ett berg i Bolivia.   Det ligger i departementet Chuquisaca, i den centrala delen av landet, 100 km sydost om huvudstaden Sucre. Toppen på Cerro Huanaco är 3 772 meter över havet.
Terrängen runt Cerro Huanaco är bergig åt sydväst, men åt nordost är den kuperad. Runt Cerro Huanaco är det glesbefolkat, med 8 invånare per kvadratkilometer.. 
Trakten runt Cerro Huanaco består i huvudsak av gräsmarker.